# Liste der denkmalgeschützten Objekte in Ainet
Die Liste der denkmalgeschützten Objekte in Ainet enthält die 9 unbeweglichen denkmalgeschützten Objekte der Gemeinde Ainet.

## Denkmäler
| Foto |                 | Denkmal                                                                                   | Standort                                    | Beschreibung | Metadaten |
| ---- | --------------- | ----------------------------------------------------------------------------------------- | ------------------------------------------- | --- | --- |
| ja   | Datei hochladen | Wohnhaus des Paarhofes Kircher HERIS-ID: 6456 Objekt-ID: 2336 TKK: 17298                  | Ainet 26 Standort KG: Ainet                 | Die Bebauung der Hofstelle Kirchner ist seit 1575 kontinuierlich nachweisbar. Das barocke Wohnhaus mit Mittelflurgrundriss stammt aus dem 16. Jahrhundert, wobei ein älterer Baukern vermutet wird. | BDA-Hist.: Q37905060 Status: Bescheid Stand der BDA-Liste: 2025-06-30 Name: Wohnhaus des Paarhofes Kircher GstNr.: .35/1 Ainet, Wohnhaus des Paarhofes Kircher                      |
| ja   | Datei hochladen | Kath. Pfarrkirche Hll. Ulrich und Markus HERIS-ID: 6454 Objekt-ID: 2334 TKK: 17326        | neben Ainet 27 Standort KG: Ainet           | Die Aineter Pfarrkirche wurde wohl bereits im Mittelalter errichtet ab 1778 im Zuge der Erhebung zur Vikariatskirche vergrößert. Der Hochaltar stammt aus dem Jahr 1885 und zeigt die beiden Kirchenpatrone Ulrich und Markus mit ihren Attributen Fisch und Löwe mit dem Blick auf Maria mit dem Kind. | BDA-Hist.: Q24261829 Status: § 2a Stand der BDA-Liste: 2025-06-30 Name: Kath. Pfarrkirche Hll. Ulrich und Markus GstNr.: 117/1 Pfarrkirche Ainet                                    |
| ja   | Datei hochladen | Widum HERIS-ID: 6455 Objekt-ID: 2335 TKK: 17299                                           | Ainet 28 Standort KG: Ainet                 | Beim Aineter Widum handelt es sich um einen blockhaften, zweigeschoßigen Bau, der zwischen 1771 und 1772 errichtet wurde. | BDA-Hist.: Q37904962 Status: Bescheid Stand der BDA-Liste: 2025-06-30 Name: Widum GstNr.: 119 Widum Ainet                                                                           |
| ja   | Datei hochladen | Ansitz Weiherburg HERIS-ID: 6458 Objekt-ID: 2338 TKK: 17294                               | Ainet 142 Standort KG: Ainet                | Der Ansitz Weiherburg wurde 1607 von Sigismund Graf von Wolkenstein erbaut. | BDA-Hist.: Q37905309 Status: Bescheid Stand der BDA-Liste: 2025-06-30 Name: Ansitz Weiherburg GstNr.: 463/3                                                                         |
| ja   | Datei hochladen | Herz-Jesu-Kapelle HERIS-ID: 6459 Objekt-ID: 2339 TKK: 17289                               | bei Ainet 143 Standort KG: Ainet            | Die Herz-Jesu-Kapelle wurde 1925/26 errichtet. | BDA-Hist.: Q37905421 Status: Bescheid Stand der BDA-Liste: 2025-06-30 Name: Herz-Jesu-Kapelle GstNr.: .79 Ainet, Herz-Jesu-Kapelle                                                  |
| ja   | Datei hochladen | St. Josefs-Kapelle HERIS-ID: 6461 Objekt-ID: 2341 TKK: 17290                              | bei Alkus 5 Standort KG: Alkus              | Die Josefs-Kapelle entstand in den 1850er Jahren und wurde 1859 geweiht. Der Altar aus dem Jahr 1663 zeigt eine Figur des Josef mit dem Kind aus der Mitte des 19. Jahrhunderts. | BDA-Hist.: Q37905723 Status: Bescheid Stand der BDA-Liste: 2025-06-30 Name: St. Josefs-Kapelle GstNr.: 800 Alkus, St. Josefs-Kapelle                                                |
| ja   | Datei hochladen | St. Maria Kapelle in Oberalkus HERIS-ID: 6460 Objekt-ID: 2340 TKK: 17291                  | Alkus 11, in der Nähe Standort KG: Alkus    | Die Maria-Kapelle wurde in den 1860er Jahren errichtet oder erneuert. Sie beherbergt einen Altar aus der zweiten Hälfte des 17. Jahrhunderts der als Altarbild die Gnadenmutter zeigt. | BDA-Hist.: Q37905576 Status: § 2a Stand der BDA-Liste: 2025-06-30 Name: St. Maria Kapelle in Oberalkus GstNr.: 801 Alkus, St. Maria Kapelle                                         |
| ja   | Datei hochladen | Kath. Filialkirche Mariä Heimsuchung HERIS-ID: 6462 Objekt-ID: 2342 TKK: 17293            | westlich Gwabl 14 Standort KG: Gwabl        | Die Wallfahrtskirche entstand an Stelle eines Vorgängerbaus um das Jahr 1707. Marienwallfahrten gehen bis in das 18. Jahrhundert zurück und erreichten um 1800 ihren Höhepunkt. | BDA-Hist.: Q37905802 Status: § 2a Stand der BDA-Liste: 2025-06-30 Name: Kath. Filialkirche Mariae Heimsuchung GstNr.: 457 Wallfahrtskirche Gwabl                                    |
| ja   | Datei hochladen | Kreuzwegstationen zur Wallfahrtskirche in Gwabl HERIS-ID: 6463 Objekt-ID: 2343 TKK: 17292 | zwischen Gwabl 14 und 19 Standort KG: Gwabl | Bei den Kreuzwegstationen der Wallfahrtskirche Gwabl handelt es sich um Bildstöcke mit Giebeldach, kleinen Rundbogennischen und Kartuschenfeld mit Stationsnummer. Die ersten Stationen entstanden 1850, 1928 erfolgten Neuerrichtungen.                                                                | BDA-Hist.: Q37905912 Status: § 2a Stand der BDA-Liste: 2025-06-30 Name: Kreuzwegstationen zur Wallfahrtskirche in Gwabl GstNr.: 420/1 Gwabl, Kreuzwegstationen zur Wallfahrtskirche |